# Heinrich Neumann (Maler)

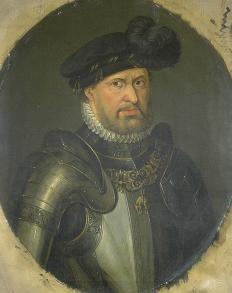
Porträt Herzog Heinrichs II. von Braunschweig-Wolfenbüttel, 1823

Johann Heinrich Engelbert Neumann (* 7. September 1801 in Braunschweig; † 21. Januar 1879 ebenda) war ein deutscher Maler und Restaurator.

## Leben
Heinrich Neumann wurde 1801 als Sohn eines Tischlermeisters in Braunschweig geboren. Über seine künstlerische Ausbildung ist nichts bekannt. Er war zunächst als Porträtmaler tätig, bevor er sich nachfolgend ausschließlich auf das Kopieren beschränkte. Unter der Leitung Heinrich Brandes’ restaurierte er die 1845 im Braunschweiger Dom aufgefundenen mittelalterlichen Wandbilder. Nachfolgend restaurierte er die Malereien am Hochaltar der Braunschweiger Brüdernkirche.
Heinrich Neumann wohnte zuletzt in der Schützenstraße. Er starb im Januar 1879 im Alter von 77 Jahren in seiner Heimatstadt.

## Werke (Auswahl)
- Selbstbildnis (Ölgemälde), undatiert (im Besitz des Braunschweigischen Landesmuseums)[2]
- Porträt der Eltern des Komponisten Louis Spohr[2]
- Porträt Herzog Heinrichs des Jüngeren, 1823 (Braunschweigisches Landesmuseum)[3]
- Porträt der Markgräfin Amalie von Hessen-Darmstadt, 1830[4]